# Danes dol jutri gor
Danes dol jutri gor je bila slovenska humoristična televizijska serija, ki jo je od 27. novembra 2009 predvajal kanal Slovenija 1.
Zgodba se odvija v izmišljenem slovenskem kraju Jeklenice, ob meji z Avstrijo, v stari meščanski hiši. Zgoraj živi družina Dolenc, spodaj pa so najemniki in gostinski lokal.

### Liki
| Ime                          | Opis                                                         | Igralec                   |
| ---------------------------- | ------------------------------------------------------------ | ------------------------- |
| Stane Dolenc                 | nekdanji direktor železarne in poraženec na borzi            | Janeza Starina            |
| Irma Dolenc (roj. Bleiweiss) | Stanetova žena, snobistka in županja Jeklenic                | Desa Muck                 |
| Anja Dolenc                  | hči Staneta in Irme, svobodnih nazorov in Miletova simpatija | Višnja Fičor              |
| Milorad Mile Čapčević        | sin zakoncev Čapčević                                        | Aleksandar Sašo Rajaković |
| Boro Čapčević                | srbski priseljenec, bivši železar in lastnik lokala          | Franko Korošec            |
| Mojca Čapčević (roj. Gorenc) | domačinka in Borova žena                                     | Alenka Kozolc Gregurić    |
| Sladjana Čapčević            | priseljenka, Borova sorodnica in pomočnica v lokalu          | Ana Maria Mitić           |
| Inšpektor Nandi              | nerodni Avstrijec slovenskih korenin in Irmin ljubljenec     | Jure Ivanušič             |
| Mirko Pendrek                | policaj in bivši fant Mojce Čapčević                         | Sašo Klančnik             |
| pijanček Slavc               | invalid, alkoholik in telefonist                             | Damir Leventič            |

### Gostujoči igralci
- Jette Ostan Verjup

### Epizode
| Ep. | Naslov                                 | Režiser       |
| --- | -------------------------------------- | ------------- |
| 1   | Danes dol jutri gor                    | Miha Čelar    |
| 2   | Vege hribi                             | Vojko Anzeljc |
| 3   | Korupcija                              | Vojko Anzeljc |
| 4   | Županjin precenjeni obisk              | Vojko Anzeljc |
| 5   | Čevapčiči na račun Irme                | Vojko Anzeljc |
| 6   | Mile in Eva in ljubusumna Anja         | Vojko Anzeljc |
| 7   | Kdor z malim ni zadovoljen             | Miha Čelar    |
| 8   | Nandi pomaga županji najti salmonelo   | Miran Mate    |
| 9   | Katera najlepša v deželi je tej        | Vojko Anzeljc |
| 10  | Slepec slepca vodi                     | Miha Čelar    |
| 11  | Županja hoče Anji podtakniti Nandija   | Vojko Anzeljc |
| 12  | Kar te ne ubije, te krepi              | Miha Čelar    |
| 13  | Pozimi pa rožce ne cveto               | Vojko Anzeljc |
| 14  | Resni pogovori                         | Vojko Anzeljc |
| 15  | Inteligentni sesalec stane             | Vojko Anzeljc |
| 16  | Komanda mora bit'                      | Vojko Anzeljc |
| 17  | Danes na zdravje, jutri na zdravljenje | Vojko Anzeljc |
| 18  | Mojca in njena dediščina               | Sašo Kolarič  |
| 19  | Kdor mlati, ta ljubi                   | Miha Čelar    |
| 20  | Zen počitnice                          | Vojko Anzeljc |
| 21  | Irma zapeljuje Mileta v napačno smer   | Miran Mate    |
| 22  | Osvobojene ženske                      | Vojko Anzeljc |
| 23  | Kdo drugemu jamo koplje                | Vojko Anzeljc |
| 24  | Boro zaigra na srečo                   | Vojko Anzeljc |
| 25  | Pujsek                                 | Vojko Anzeljc |
| 26  | Občinska osebnost leta                 | Tomaž Grubar  |
| 27  | Knjiga človeka obnori                  | Vojko Anzeljc |
| 28  | Kamor mož pogleda, žena skoči          | Tomaž Grubar  |
| 29  | Rostifraj                              | Miha Čelar    |
| 30  | Bioekovegi projekt 1                   | Vojko Anzeljc |
| 31  | Bioekovegi projekt 2                   | Vojko Anzeljc |
| 32  | Boro in njegove nadnaravne sposobnosti | Vojko Anzeljc |
| 33  | »Bejbi bum«                            | Miha Čelar    |
| 34  | Županske volitve                       | Vojko Anzeljc |
| 35  | In potem svizec zavije čokolado        | Miha Čelar    |